# 聖バルナバ病院
公益財団法人聖バルナバ病院（せいバルナバびょういん）は、大阪府大阪市天王寺区にある病院である。病院名はキリスト教の聖バルナバにちなんでおり、現存する日本聖公会最古の病院でもある。

## 概要

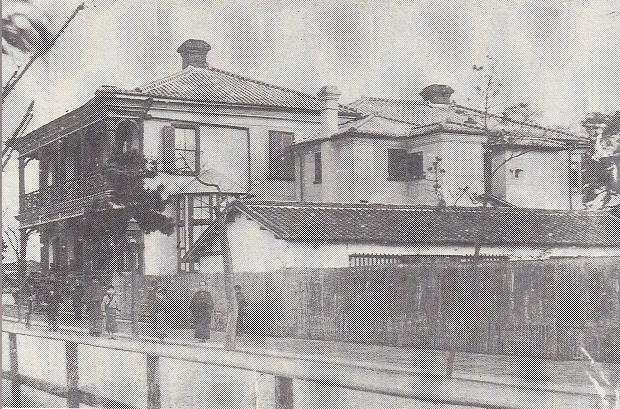
川口居留地時代の聖バルナバ病院（1883年）

最寄り駅は大阪上本町駅。古くから産婦人科や小児科など母子の医療に力を入れており、年間の分娩数は1,000件を超える。
昭和初期には、同じく米国聖公会が設立した聖路加国際病院院長のルドルフ・トイスラーが病院の発展のため、産科と小児科の開設と女性看護師の養成に尽力し、渋沢栄一を始め、中川望（大阪府知事）、田辺治通（大阪府知事）、關一（大阪市長）、村山龍平（朝日新聞社長）、本山彦一（毎日新聞社長）らの協力のもと、現在に続く病院の基盤が築かれた。

## 沿革
- 1873年（明治6年）
  - 3月 ‐ ニューヨーク州シラキュースのヘンリー・ラニング医師（M.D.）が米国聖公会から宣教医に任命[3]。
  - 7月4日 ‐ ラニング医師が大阪に到着[3]。
  - この年、ラニング医師が大阪・川口居留地に隣接する雑居地[4]の西区与力町1番の自宅で診療活動を開始。半年間、診療と日本語学習を行う[5][6]。
- 1874年（明治7年）
  - 1月 ‐ 大阪・川口居留地に隣接する雑居地の西区梅本町7番地に米国伝道会施療院を開設[6]。
  - ラニング医師は、診療所開院後半年間に1000人以上の患者を無償で治療。また、日本語、中国語、英語のキリスト教の本を多数販売し、貸し出しを行う[3]。
- 1877年（明治10年）4月 ‐ ラニング医師が大阪の中心部に日本人医師の名義で新しい診療所を開設[3]。梅本町の診療所を分院とする[6]。
- 1878年（明治11年）‐ 二つの診療所でラニング医師が約2500人の患者を治療[注釈 1]。
- 1880年（明治13年）‐ ラニング医師の医療活動も着実に拡大し、病院建設プロジェクトが医師によって強く提唱され、米国聖公会本部へ必要資金を要請。ニューヨーク教区の女性たちによる業務委員会が支援金を引き上げることを約束[3]。
- 1883年（明治16年）9月 ‐ 川口町8番地に木造二階建ての病院が新築落成されラニング医師が院長となった。正式に「聖バルナバ病院」と名付ける。病院の設計及び建設の監督は米国聖公会のテオドシウス・ティングが担った[7][3]。
- 1884年（明治17年）4月10日 ‐ ミス・フランシス・J・ショウ（Frances J. Shaw）が、現地（大阪）で採用され、婦長として着任[3][5]。その後もしばらくの間、婦長職には外国人女性が就任[5]。
- 1885年（明治18年）
  - 6月 ‐ ミス・ショウが辞職する。米国聖公会ミッションの人員は多少減少したが、残った人々は努力は怠らず、多くの点で仕事は進展した[3]。
  - この年、聖バルナバ病院では、920名の外来患者が4869回受診し、病棟では74名が治療を受けていた[3]。
- 1887年（明治20年）‐ この年、聖バルナバ病院と東京の米国聖公会の診療所（聖路加国際病院の前身）では、医療業務が大幅に増加し、経営は順調に推移する[3]。
- 1888年（明治21年）‐ この年、外来患者数8,224名、入院患者数88名となり、病院は有用性を高め、地域に必要不可欠なものとなっていた[3]。
- 1913年（大正2年）‐ ラニング医師が高齢を理由に帰国し2代目の院長にラニング医師の息子が就任する。ラニング医師は1873年の来日から40年にわたり医療活動を行った。
- 1923年（大正12年）‐ 現在地の天王寺区細工谷に聖バルナバ病院の2代目院舎が竣工し、川口町から移転する。基本設計はウィリアム・ウィルソン、実施設計はウィリアム・メレル・ヴォーリズが担った[8]。
- 1927年（昭和2年）
  - 3月 - 聖路加国際病院の院長ルドルフ・トイスラーが、聖バルナバ病院の経営を引き受けて規模を拡張するため、渋沢栄一に援助を要請。渋沢は、中川望（大阪府知事）、關一（大阪市長）、村山龍平（朝日新聞社長）、本山彦一（毎日新聞社長）をトイスラーに紹介するため書状を作り、英訳秘書の小畑久五郎に託し、大阪に向かうトイスラーに同行させる[1]。
  - 9月14日 - トイスラーが病院に産科並びに小児科を設け、主として無料で診療を行い、高等女性看護師も養成し、社会公共のため貢献する目的を実現するため、渋沢、田辺治通（大阪府知事）、關、村山、本山らと大阪のホテルで団結式を開催[2]。
- 1928年（昭和3年）‐ 本館がヴォーリズの設計で建設される。
- 1941年（昭和16年）‐ 財団法人に組織を改め、7代目にして初の日本人院長に西崎省三が就任する。
- 1942年（昭和17年）‐ 助産婦養成所「城南産婆養成所」を併設する。
- 1943年（昭和18年）‐ 第二次世界大戦の影響により病院名を「大阪大東亜病院」に改称する。
- 1945年（昭和20年）11月 ‐ 名称を「財団法人 聖バルナバ病院」に戻し、同時に「城南産婆養成所」を「聖バルナバ病院付属助産婦養成所」に改称する。
- 1952年（昭和27年）‐ 「聖バルナバ病院付属助産婦養成所」を「聖バルナバ助産婦学院」に改称する。
- 2005年（平成17年）‐ 新病院が竣工する。

## 診療科
- 産科
- 婦人科
- 小児科

## 医療機関の指定等
- 保険医療機関
- 生活保護法指定医療機関
- 養育指定医療機関
- 母体保護法指定医の配置されている医療機関
- 臨床研修指定病院

## 近隣の施設
- 清風中学校・高等学校
- 大阪赤十字病院
- 上宮中学校・高等学校
- 上本町レジデンスタワー
- ザ・上本町タワー
- 上本町ヒルズマーク

## 交通アクセス
- 大阪上本町駅より徒歩10分。
- 大阪シティバス「小橋町」下車、徒歩10分。
- 鶴橋駅より徒歩15分。
- 谷町九丁目駅より徒歩17分。